# Quercus calliprinos
Quercus calliprinos ou roble-Palestina é um arbusto de folha persistente e verde o ano inteiro, nativas da região Mediterrânica oriental era uma árvore predominante na vegetação  da galileia  nos tempos de jesus 